# Hauteville-sur-Fier
Pour les articles homonymes, voir Hauteville.
Hauteville-sur-Fier [otvil syʁ fjɛʁ] est une commune française située dans le département de la Haute-Savoie, en région Auvergne-Rhône-Alpes. La commune fait partie du pays de l'Albanais.

## Géographie

### Localisation
- 1Carte dynamique
- 2Carte OpenStreetMap
- 3Carte topographique
- 4Carte avec les communes environnantes

La commune Hauteville-sur-Fier se situe dans la partie haute-savoyarde du pays de l'Albanais. Elle se trouve à 7 km de Rumilly, chef-lieu du canton, et 14 km d'Annecy, la préfecture du département.
La commune est traversée par le Fier.
La commune s'organise autour de six noyaux urbains, le chef-lieu, avec La Croix à l'Est, la Pallud, Hautevillette et Les Onges, au Nord, et Le Vernay, à l'Ouest, tous situés en rive droite. Un noyau s'est développé sur la rive gauche en direction de la plaine de la Champagne (Marcellaz-Albanais - Rumilly).

## Urbanisme

### Typologie
Au 1er janvier 2024, Hauteville-sur-Fier est catégorisée bourg rural, selon la nouvelle grille communale de densité à sept niveaux définie par l'Insee en 2022.
Elle est située hors unité urbaine. Par ailleurs la commune fait partie de l'aire d'attraction d'Annecy, dont elle est une commune de la couronne,. Cette aire, qui regroupe 79 communes, est catégorisée dans les aires de 200 000 à moins de 700 000 habitants,.

### Occupation des sols
L'occupation des sols de la commune, telle qu'elle ressort de la base de données européenne d’occupation biophysique des sols Corine Land Cover (CLC), est marquée par l'importance des territoires agricoles (79,2 % en 2018), en diminution par rapport à 1990 (80,7 %). La répartition détaillée en 2018 est la suivante : 
terres arables (63,4 %), prairies (12,2 %), zones urbanisées (11,5 %), forêts (9,3 %), zones agricoles hétérogènes (3,6 %).
L'IGN met par ailleurs à disposition un outil en ligne permettant de comparer l’évolution dans le temps de l’occupation des sols de la commune (ou de territoires à des échelles différentes). Plusieurs époques sont accessibles sous forme de cartes ou photos aériennes : la carte de Cassini (XVIIIe siècle), la carte d'état-major (1820-1866) et la période actuelle (1950 à aujourd'hui).

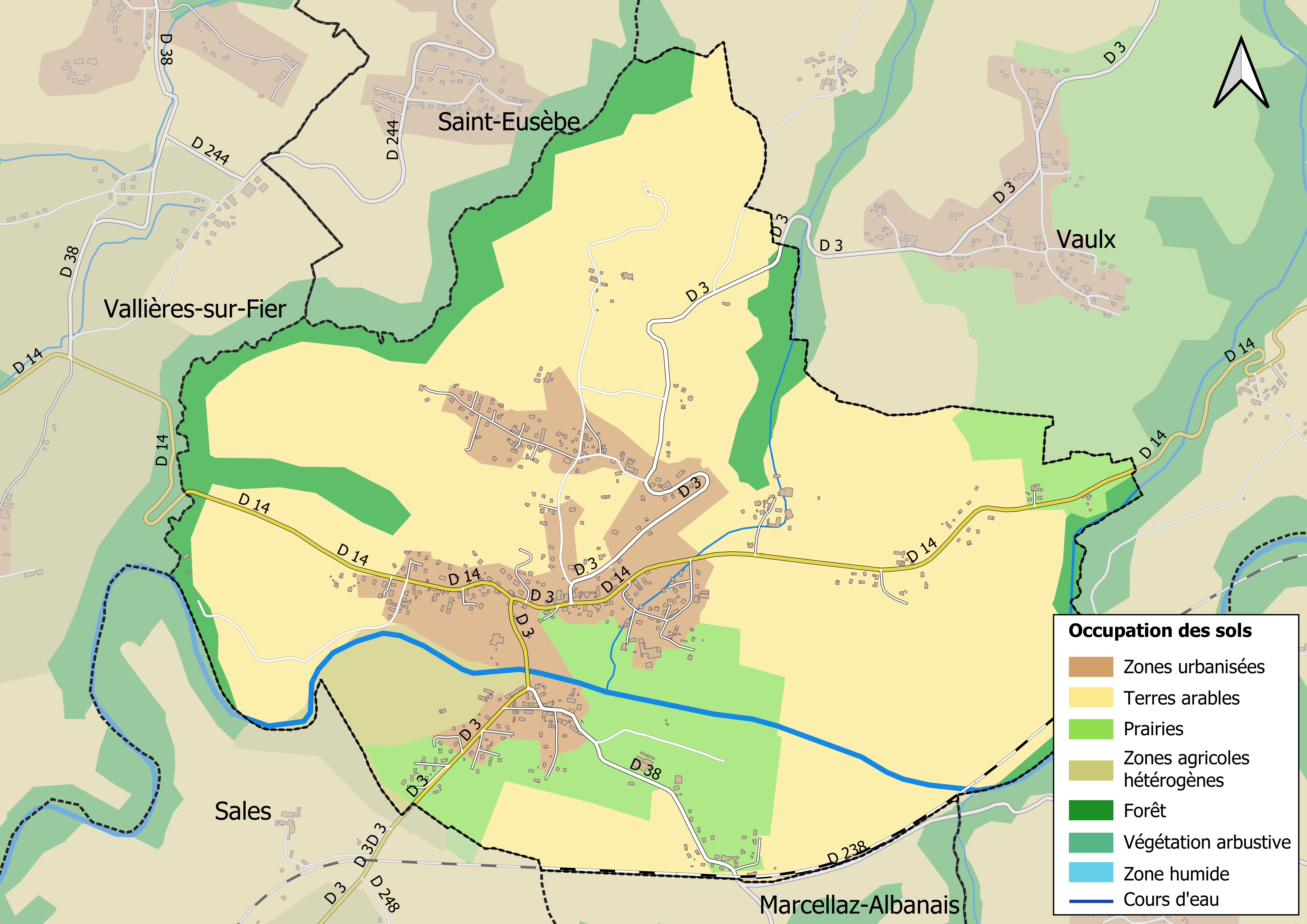
Carte des infrastructures et de l'occupation des sols en 2018 (CLC) de la commune.
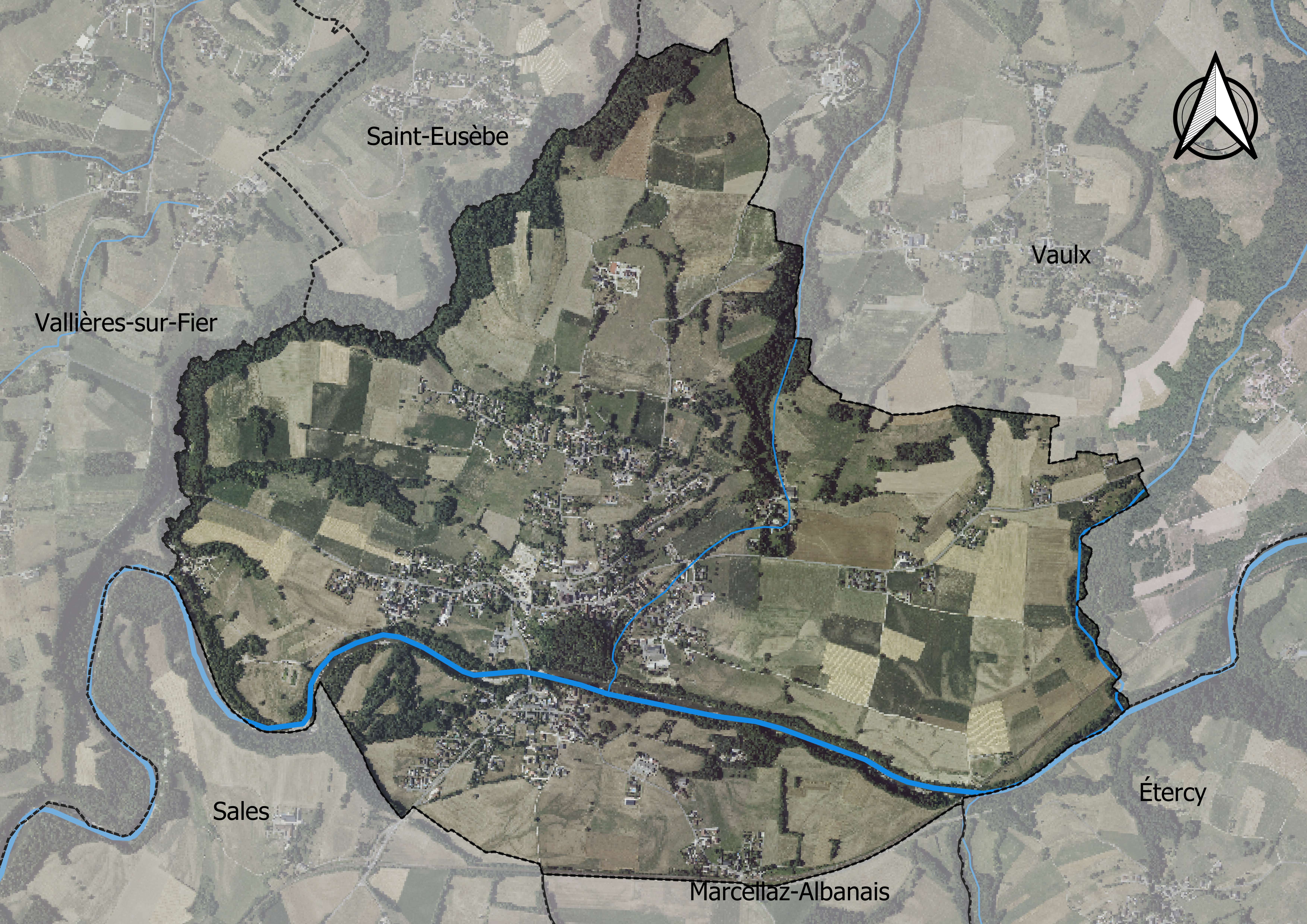
Carte orthophotogrammétrique de la commune.

## Toponymie
Le toponyme Hauteville-sur-Fier est officiel depuis l'année 1901 (publication au JO du 27 septembre 1902),,. Le nom de la commune, afin de ne pas être confondu, est associée à la rivière qui traverse son territoire, le Fier. Elle portait le nom de Hauteville-de-Rumilly jusqu'en 1749, puis simplement Hauteville,.
Le nom provient du latin Alta villa (Alteville), de alta, signifiant « haute, située en hauteur », et de villa, désignant un domaine agricole de l'époque gallo-romaine. Cette appellation repose peut être sur l'opposition à la rive gauche du Fier, correspondant à la plaine dite de Champagne.
En francoprovençal, le nom de la commune s'écrit Ôtavèla (graphie de Conflans) ou Hôtavela (ORB).

## Histoire
Le bourg s'est développé à partir d'un gué permettant de traverser le Fier. Le site semble occupé dès l'Antiquité avec la présence notamment d'un temple dédié au dieu Vintius, au lieu-dit « vigne des Idoles »,. En effet, une inscription sur une plaque de calcaire blanc, datant très probablement du règne de l'empereur Tibère, a été découverte sur laquelle est mentionné le donateur du temple, le préfet du district de Diane (Diarensium) Titus Valerius Crispinus,,. Celle-ci est exposée au musée de l'Albanais à Rumilly.
Durant la période médiévale, le passage par le pont de la Champagne est stratégique entre les cités de Genève, au Nord, et Chambéry, au Sud,. Il est placé sous la garde de deux châteaux (XIIe siècle) et des saints protecteurs, Christophe et Nicolas.
Les lieux semblent appartenir au domaine de l'abbaye Saint-Maurice d'Agaune avant de passer à la maison de Genève, qui prêtent hommage pour une partie à l'abbaye en 1178. La seconde est entre les mains de la famille dite de Hauteville, mentionnée au cours du XIIe siècle dans l'entourage des comtes de Genève. Les Genève possèdent le château édifié sur une motte, probablement au cours du XIIe siècle, tandis que les seconds semblent posséder la maison forte de Collonges, remontant au siècle suivant.
Les Hospitaliers s'installent sur la paroisse vers 1227, à la suite de la cessation du fief par l'évêque de Genève, Aymon de Grandson, au lieu-dit Hautevillette. Ils édifient un hôpital, placé sous le patronage de saint Christophe. L'établissement fonctionne jusqu'en 1576.
En 1308, le fief de Hauteville passe à la maison de Savoie, à la suite du traité signé à Saint-Georges-d'Espéranche entre les comtes de Savoie et de Genève. Le comte Guillaume III de Genève prête hommage pour le château au comte Amédée V de Savoie.

### Les Hospitaliers
La paroisse accueille aussi à partir du XIIIe siècle un hôpital dit de « Hautevillette » appartenant aux Hospitaliers de l'ordre de Saint-Jean de Jérusalem.

## Politique et administration
| Période                                  | Période  | Identité       | Étiquette | Qualité                                        |
| ---------------------------------------- | -------- | -------------- | --------- | ---------------------------------------------- |
| avant 1981                               | ?        | Paul Cartier   |           |                                                |
| mars 2001                                | En cours | Roland Lombard | ...       | Suppléant de la Députée LREM Véronique Riotton |
| Les données manquantes sont à compléter. |          |                |           |                                                |

Elle fait partie de la communauté de communes Rumilly Terre de Savoie.

## Population et société

### Démographie
Les habitants de Hauteville-sur-Fier sont appelés les Hautevillois-es.
L'évolution du nombre d'habitants est connue à travers les recensements de la population effectués dans la commune depuis 1793. Pour les communes de moins de 10 000 habitants, une enquête de recensement portant sur toute la population est réalisée tous les cinq ans, les populations de référence des années intermédiaires étant quant à elles estimées par interpolation ou extrapolation. Pour la commune, le premier recensement exhaustif entrant dans le cadre du nouveau dispositif a été réalisé en 2004.

En 2022, la commune comptait 1 074 habitants, en évolution de +16,49 % par rapport à 2016 (Haute-Savoie : +6,01 %, France hors Mayotte : +2,11 %).
| 1793 | 1800 | 1806 | 1822 | 1838 | 1848 | 1858 | 1861 | 1866 |
| ---- | ---- | ---- | ---- | ---- | ---- | ---- | ---- | ---- |
| 326  | 345  | 423  | 437  | 542  | 526  | 472  | 471  | 515  |

| 1872 | 1876 | 1881 | 1886 | 1891 | 1896 | 1901 | 1906 | 1911 |
| ---- | ---- | ---- | ---- | ---- | ---- | ---- | ---- | ---- |
| 471  | 548  | 531  | 515  | 487  | 463  | 479  | 433  | 433  |

| 1921 | 1926 | 1931 | 1936 | 1946 | 1954 | 1962 | 1968 | 1975 |
| ---- | ---- | ---- | ---- | ---- | ---- | ---- | ---- | ---- |
| 364  | 412  | 418  | 414  | 353  | 371  | 323  | 357  | 349  |

| 1982 | 1990 | 1999 | 2004 | 2006 | 2009 | 2014 | 2019  | 2022  |
| ---- | ---- | ---- | ---- | ---- | ---- | ---- | ----- | ----- |
| 407  | 500  | 685  | 796  | 814  | 796  | 898  | 1 029 | 1 074 |

### Enseignement
La commune de Hauteville-sur-Fier est située dans l'académie de Grenoble. En 2016, elle administre une école maternelle et élémentaire appelée « Christine Janin », regroupant 107 élèves.

## Économie
- Élevage laitier.
- Coopérative laitière.
- Artisanat.

## Culture locale et patrimoine

### Lieux et monuments

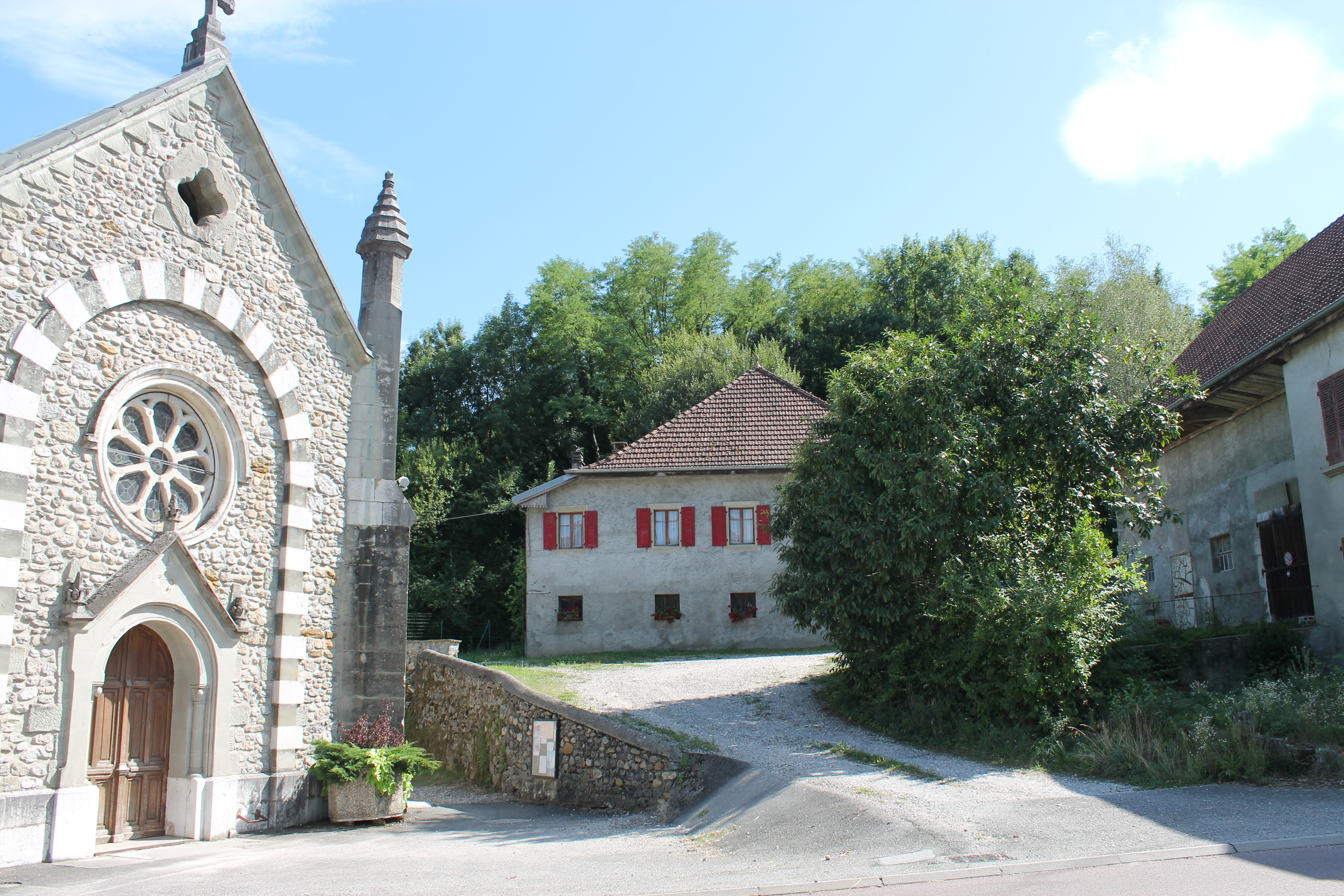
Église Saint-Nicolas, ferme et butte (arrière-plan) où se situent les ruines du château d'Hauteville.
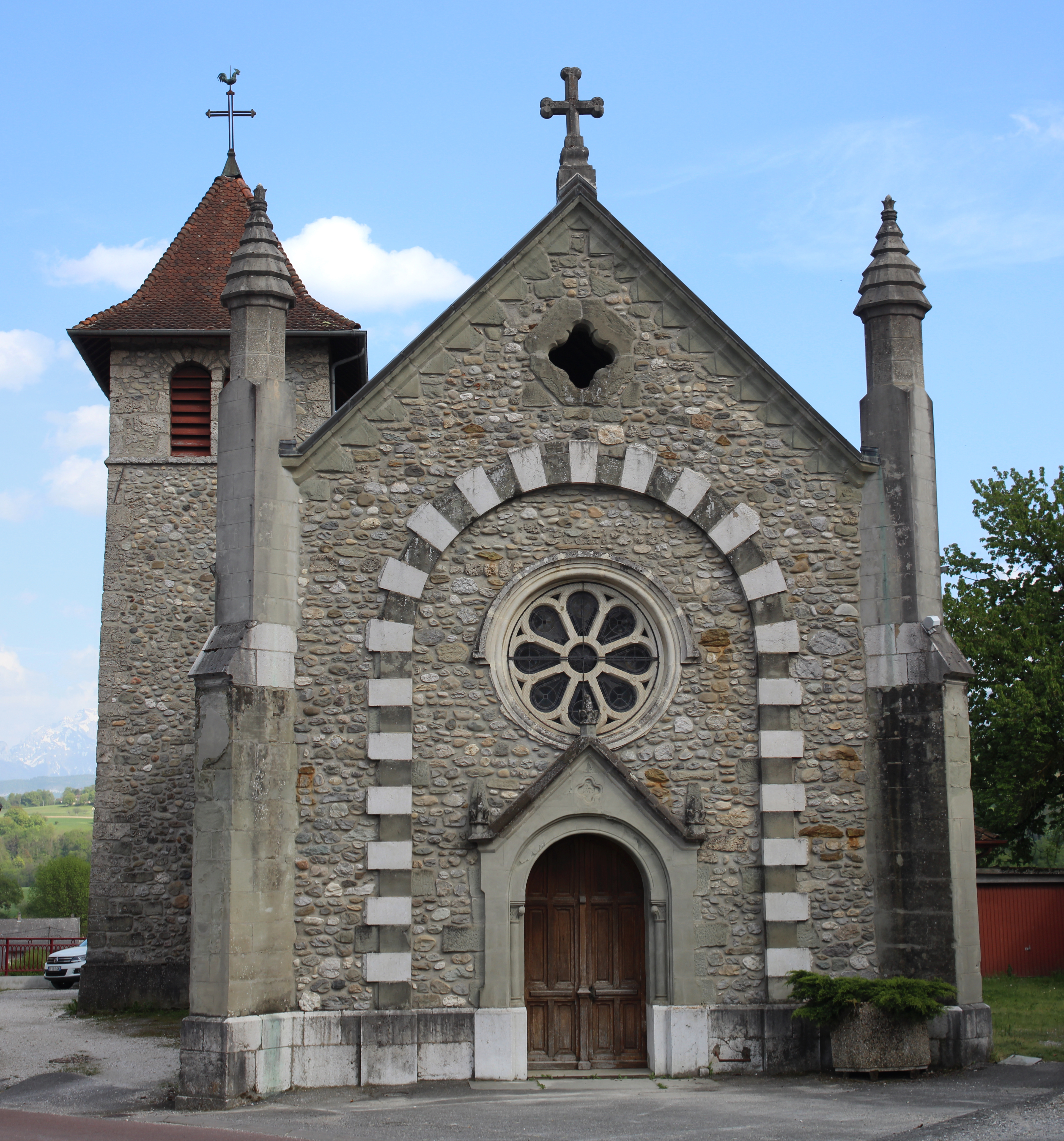
Église Saint-Nicolas.
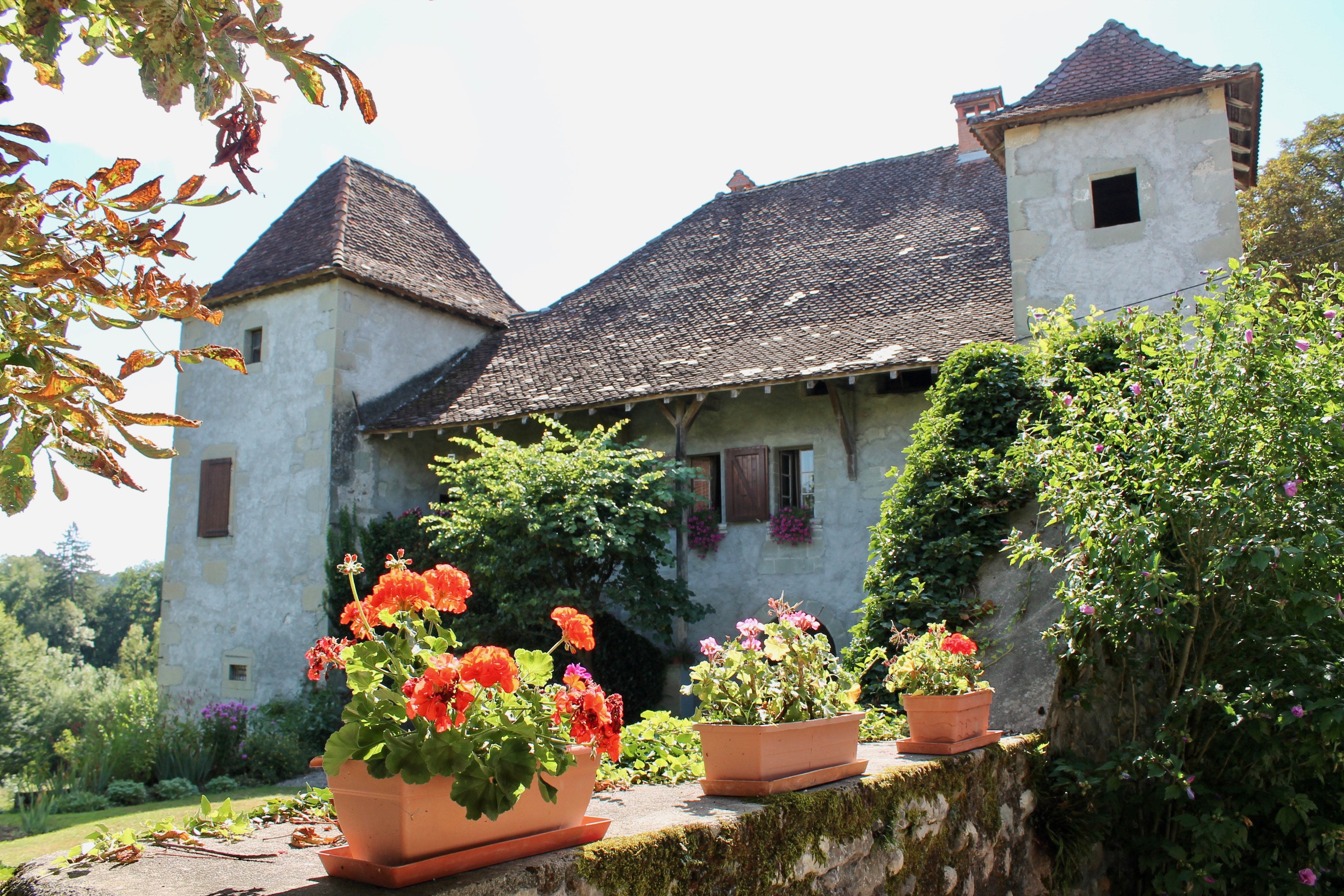
Maison forte de Collonges, village de Verney.
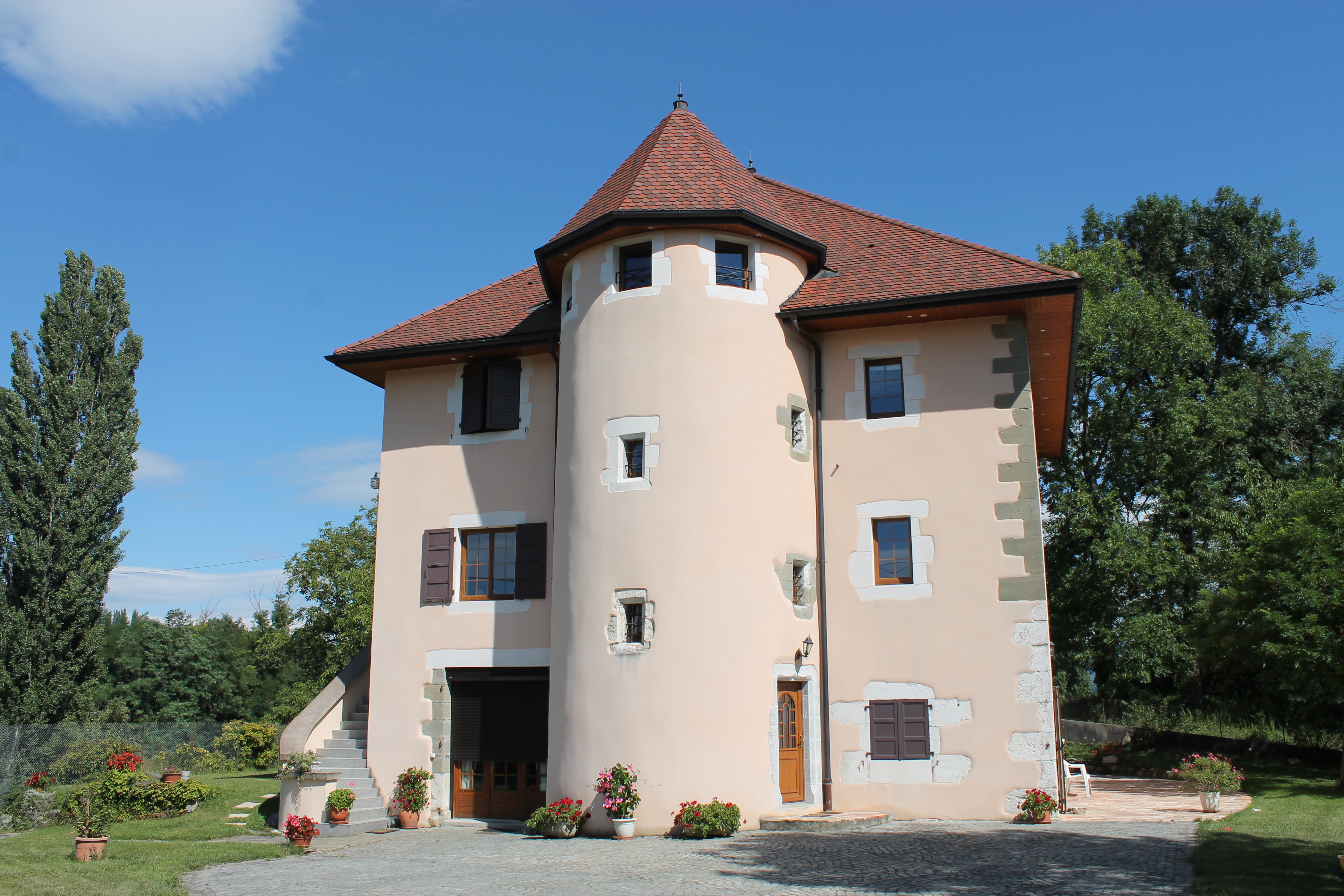
Ancien hôpital Saint-Jean-de-Jérusalem d'Hauteville, avec sa tour dite la « prison ».

- le château de Hauteville (ruines), possession des comtes de Genève (v. XIIe siècle)[8].
- la maison forte de Collonges, au pied du château comtal.
- le château des Onges, construit au XVIe siècle par le Sénateur Jehan/Jean-Denis d'Anières († 1608), seigneur de Veigié, sans fonction défensive[21]. Il passe ensuite par mariage à la famille de Gantelet[22]. Le château est restauré par Charles de Gantelet d'Anières à la fin du XIXe siècle[22]. Il est racheté après la guerre par André Devigny, compagnon de la Libération et chef du Service Action dans les années 1960[23].
- l'ancien hôpital Saint-Christophe de « Hautevillette » (XIIIe siècle), avec sa tour dite la « prison » appartenant aux Hospitaliers de Compesières[15].
- l'église Saint-Nicolas, construite en 1646 par Fernand Roulier porteur de l’art baroque en Savoie. Fortement modifiée au XIXe siècle[24].
- le Fier, affluent du Rhône.

### Personnalités liées à la commune
- Famille de Hauteville (v. XIIe au XIVe siècle), seigneurs d'Hauteville et de Crête, situés dans l'entourage des comtes de Genève et au service du diocèse[25], portant notamment la charge de vidomne de Genève[8],[26].